# Varanus reisingeri
Varanus reisingeri là một loài thằn lằn trong họ Varanidae. Loài này được Eidenmüller & Wicker mô tả khoa học đầu tiên năm 2005.